# Brachycerasphora femoralis
Brachycerasphora femoralis är en spindelart som först beskrevs av O. Pickard-Cambridge 1872.  Brachycerasphora femoralis ingår i släktet Brachycerasphora och familjen täckvävarspindlar.
Artens utbredningsområde är Israel. Inga underarter finns listade.